# L'isola del tesoro (film 1972)
L'isola del tesoro (Treasure Island) è un film del 1972, diretto da Andrea Bianchi e John Hough.

## Trama
Jim Hawkins è un ragazzo allegro e avventuroso, che gestisce assieme alla madre la locanda "Ammiraglio Benbow". Un giorno, arriva alla locanda Billy Bones, uno strano marinaio ubriacone, con uno strano baule, e cerca un posto sicuro dove potersi nascondere dagli altri pirati che lo cercano. Viene però scoperto da Cane Nero, e, durante la notte, il mendicante cieco Pew, gli dà la macchia nera. Consapevole del pericolo che sta correndo, il capitano affida a Jim un pacchetto avvolto in una tela cerata, dal contenuto misterioso. Il capitano raccomanda a Jim di tenerlo al sicuro nascosto e trapassa. Quella stessa notte, i pirati, tra cui Pew, assaltano la locanda, scoprono che il pacchetto è stato rubato e tentano di rintracciare Jim, ma vengono messi in fuga dai soldati. Così Jim, scortato dalla polizia, viene condotto a casa del cavalier Trelawney e del dottor Livesey, che aprono il pacchetto e scoprono che conteneva una mappa di un'isola dove il capitano Flint, il più feroce dei pirati, aveva nascosto un ricchissimo tesoro. Il cavaliere decide subito di comprare una nave (L'Hispaniola) e condurre una spedizione alla ricerca dell'isola del tesoro. Dopo aver messo su una bizzarra ciurma quasi interamente scelta da Long John Silver, uno strano cuoco di bordo con una gamba sola, e con a capo il capitano Smollett, la nave parte. Il capitano Smollett, che da sempre aveva diffidato della ciurma e in particolare del cuoco di bordo, comincia a temere un ammutinamento da parte dei marinai. Pensiero che si tramuta in realtà quando Jim, nascosto in un barile, riesce ad ascoltare una conversazione tra Silver e alcuni pirati, che intendevano ammutinarsi appena giunti sull'isola, impadronirsi del tesoro e tornare in Inghilterra lasciando a terra tutte le persone che non intendevano unirsi a loro. Jim va subito a raccontare ciò che aveva ascoltato al cavalier Trelawney, al dottor Livesey e al capitano Smollett che decidono di scendere a terra prendendo armi e provviste e impadronirsi di un fortino sull'isola costruito anni prima al capitano Flint. Giunto a terra però Jim, incontra uno strano tipo dall'aspetto selvaggio che si presenta come Ben Gunn, abbandonato su quell'isola da Flint e i suoi uomini anni prima. Ben Gunn è disposto ad aiutare Jim, in cambio di un pezzo di cacio. Raggiunto il fortino, che i pirati tentano invano di assalire, Jim utilizza la piroga messa a disposizione da Ben Gunn per raggiungere l'Hispaniola ormai in mano ai pirati, e portarla al sicuro. Ritornato al fortino però scopre che i suoi amici lo hanno ceduto ai pirati, assieme alle provviste e alla carta del tesoro. Credendo di aver vinto, i pirati arrivano al punto in cui il bottino avrebbe dovuto trovarsi, ma rimangono a mani vuote dato che Ben Gunn lo aveva già trovato prima di loro e consegnato agli ufficiali. Fatto prigioniero Silver e ucciso gli altri pirati, Jim, Trelawney, Smollett, e Livesey ripartono alla volta dell'Inghilterra, ma facendo sosta ad un porto dell'America meridionale, il cuoco di bordo riesce a fuggire trasportandosi dietro qualche sacchetto di monete. Dopodiché Jim riuscirà a fare ritorno in patria.